# Desis formidabilis
Espèce
Synonymes
- Robsonia formidabilis O. Pickard-Cambridge, 1891
- Paradesis tubicola Pocock, 1898
- Desis pentheri Simon, 1910
- Desis beckeri Hewitt, 1913

Desis formidabilis est une espèce d'araignées aranéomorphes de la famille des Desidae.

## Distribution
Cette espèce se rencontre en Namibie et en Afrique du Sud,.

## Publication originale
- O. Pickard-Cambridge, 1891 : On some new species and two new genera of Araneida. Proceedings of the Zoological Society of London, vol. 1890, p. 620-629 (texte intégral).